# Consejo de la Shura de los Muyahidines de Derna
El Consejo de la Shura de los Muyahidines de Derna (Majlis Shura al-Mujahidin Derna) es una coalición de milicias islamistas asentadas en la ciudad libia de Derna. Surgido en 2014, el grupo está fuertemente vinculado con Al Qaeda y defiende su interpretación estricta de la Sharia. En el contexto de la segunda guerra civil libia, ha mantenido enfrentamientos con el Estado Islámico y con el Ejército Nacional Libio.

## Orígenes
La principal milicia islamista en la ciudad de Derna fue creada en 2011 por Abdel Hakim al-Hasidi, un antiguo miembro del LIFG. Bautizada como la Brigada de los Mártires de Abu Salim, tuvo un papel activo en la lucha contra el dictator Muamar el Gadafi. 
Después de la guerra la brigada pasaría a estar bajo el mando de Salim Derbi, también veterano del LIFG. Otra figura importante en la ciudad era Nasir Atiyah al-Akar, líder del Batallón al-Nour, el cual formaba parte a su vez de la Brigada de Abu Salim. Al-Akar era un veterano de la guerra de Afganistán próximo a Abu Qutada. Se atribuyó la autoría de más de 72 atentados terroristas en suelo libio en 2012.
En 2012 se desplazó a la ciudad Abdulbasit Azzouz, considerado como el enviado personal de Ayman al-Zawahiri en la ciudad. Azzouz se convirtió en el líder militar del grupo y estableció campos de entrenamiento para la organización, en los que también participaría Ansar al-Sharia, un grupo asentado principalmente en Bengasi. Azzouz estableció su propia milicia secreta, que respondía directamente a la central de Al-Qaeda en Afganistán y Pakistán.
En noviembre de 2014 Azzouz fue arrestado en Turquía. Un mes más tarde, el 12 de diciembre, Salim Derbi declaraba la creación del Consejo de la Shura de los Muyahidines de Derna (Majlis Shura al-Mujahidin Derna).
Éste se componía de la Brigada de los Mártires de Abu Salim, de la rama local de Ansar al-Sharia en la ciudad (liderada por Abu Sufian bin Qumu) y de la milicia Jaysh al-Islami al-Libi.

## Segunda Guerra de Libia
La creación del Consejo de la Shura en diciembre de 2014 se explica en el contexto de la segunda guerra de Libia. De un lado, el general Jalifa Haftar declaró la Operación Dignidad contra los grupos yihadistas e islamistas del Este de Libia. Paralelamente, la Brigada al-Battar del Estado Islámico (un grupo desplegado en un primer momento en Deir ez Zor y luego en Mosul) se asentó en Derna en febrero y empezó a disputar el control a la Brigada de Abu Salim.

La rivalidad entre los dos grupos yihadistas se enmarca dentro del conflicto entre Al-Qaeda y el Estado Islámico. La tensión comenzó en junio de 2015 a raíz de la visita del político Mustafa Abdul Jalil a la ciudad. El Consejo de la Shura le ofreció su protección durante su estancia en la ciudad, decisión que el ISIS criticó (ya que no reconocía ningún gobierno más allá de su Califato y de aquellos que impusieran la sharía).
El 3 de julio, Salim Derbi y al-Akar fueron asesinados por el grupo, desatando una guerra total. Como respuesta el Consejo de la Shura lanzó una ofensiva que logró matar a decenas de los combatientes del ISIS y expulsarles del centro de la ciudad. El ejército de Tobruk también aprovechó la coyuntura y lanzó una ofensiva con la que se hizo con el control de las carreteras de la zona, así como de parte de la periferia de la localidad.
El 20 de abril de 2016, el Estado Islámico abandonó sus últimas posiciones en Derna (el llamado Barrio 400 y la localidad vecina de al-Fatayeh) tras los continuos bombardeos del Ejército de Haftar y el hostigamiento de las milicias de la Shura, que se hizo con el control completo de la ciudad. Los soldados del ISIS partieron en convoy hacia el desierto con dirección a Sirte, si bien parte de la comitiva logró ser interceptada por las brigadas del Consejo.
Tras su liberación, los residentes de la ciudad tomaron las calles para celebrar la derrota del ISIS y emplazaron numerosas banderas libias, hecho significativo teniendo en cuenta que la Shura solía prohibirlas en favor de banderas negras de la yihad. La Fuerza Aérea del general Haftar siguió bombardeando la ciudad, con el objetivo de debilitar a las milicias para una eventual ofensiva terrestre.
En agosto de ese mismo año el Consejo declaró que la Dar al-Ifta ("Casa de la Fetua") del clérigo Sadiq al-Ghariani era la legítima fuente de legitimidad de Libia y la única autoridad competente para elegir jueces y arbitrar las leyes. Al-Ghariani era opuesto a la Operación Dignidad, pero también a cualquier iniciativa de paz del llamado Gobierno de Acuerdo Nacional.